# L'esfinx del glaç
L'esfinx del glaç (Le sphinx des glaces) és una novel·la de l'escriptor francès Jules Verne publicada a França l'any 1897. Inicialment es publicà a Le Magazin d'éducation et de récréation en dos volums, el primer l'1 de gener (volum 5, número 49) i el segon el 15 de desembre de 1897 (volum 6, número 72), i posteriorment com a llibre el 24 de juny del mateix any. El llibre és la continuació de la novel·la Les aventures d’Arthur Gordon Pym d'Edgar Allan Poe. El 2021 l'editorial El cep i la Nansa publicà una edició en català amb traducció d'Antoni Munné-Jordà.

## Argument
L'estatunidenc Jeorling, que enllesteix estudis geològics i mineralògics per les illes que encerclen l’oceà Glacial antàrtic, l’agost de 1839 s’embarca a la goleta Halbrane, a càrrec del capità Len Guy, que aparentment es creu que les aventures d’Arthur Gordon Pym prop del pol Sud van ser reals. Una troballa inesperada els impulsarà a reprendre’n el rastre, seguint les descripcions publicades al llibre d’Edgar Allan Poe i referides a l’expedició d’onze anys abans, a la cerca de possibles supervivents a través dels mars i les terres d’un continent fins aleshores desconegut i inexplorat: l’Antàrtida.